# اچ‌ام‌اس دی (۱۹۰۳)
اچ‌ام‌اس دی (۱۹۰۳) (به انگلیسی: HMS Dee (1903)) یک کشتی بود. این کشتی در سال ۱۹۰۳ ساخته شد.